# Chrieg
Chrieg (schweizerdeutsch für Krieg) ist ein Schweizer Filmdrama des Nachwuchsregisseurs Simon Jaquemet aus dem Jahr 2014. Der Film erhielt fünf Nominationen beim Schweizer Filmpreis und wurde beim Max-Ophüls-Festival mit dem Hauptpreis ausgezeichnet. Hauptdarsteller Benjamin Lutzke gewann die Auszeichnung als Bester Nachwuchsdarsteller. Die Premiere des Films war am 21. September 2014 beim Filmfestival in San Sebastián. Der Kinostart in der deutschsprachigen Schweiz war am 12. März 2015, in Deutschland am 28. April 2016.

## Handlung
Der wortkarge, desillusionierte Teenager Matteo lebt in den Tag hinein und geht den unterschwelligen Konflikten mit seinen Eltern so gut es geht aus dem Weg. Um sich bei seinem Vater Respekt zu verschaffen, bittet er eine Prostituierte, sich als seine Freundin auszugeben. Als er mit dem Baby der Familie unabgemeldet einen grösseren Spaziergang unternimmt, und das Baby dabei verletzt wird, ziehen die Eltern die Konsequenzen: Matteo soll in ein Bootcamp in den Alpen. In der Nacht wird Matteo von zwei Männern abgeführt.
Im Camp trifft Matteo auf Anton, Dion und Ali, die ihm zu verstehen geben, wer auf der Almhütte das Sagen hat. Die Aufsichtsperson, der trinkende Greis Hanspeter, ist eher eine Nebenfigur. Nachdem Matteo im Käfig und an der Leine zwei Nächte draussen überstanden hat, wird er auf einen Strommast gebracht, wo er als letzte Mutprobe den Schlüssel zu seinem Halsband holen soll. Als er es schafft und sich zudem halsbrecherisch in luftiger Höhe aufrichtet, ist er in die Gang aufgenommen. Matteo fühlt sich zu Ali hingezogen, allerdings wird er von den anderen darauf hingewiesen, dass niemand sie anrühren darf.
Nachts fahren die Jugendlichen mit dem Jeep von Hanspeter hinunter in die Stadt und unternehmen Trips voll Aggression und Gewalt. Sie führen einen Krieg gegen die Erwachsenen, gegen alle und alles. Ali führt sie zum Haus ihrer Eltern, dessen Inneres sie kurz darauf völlig demolieren. Im Rausch entschliesst sich Matteo, sich an seinem Vater zu rächen. Sie lauern ihm auf und stellen fest, dass er eine Prostituierte aufsuchen will. Um ihn dranzukriegen, soll Ali als Köder fungieren. Nachdem Matteo und Dion den Wagen zunächst auf dem Parkdeck nicht finden konnten, schlägt Matteo in blinder Wut auf seinen Vater ein.
Zurück auf der Hütte warten die Jugendlichen darauf, dass die Polizei auftaucht. Sie vertreiben sich die Zeit in der Nähe der Hütte. Als ein grosser Stein auf den Fuss von Dion rollt, entbrennt ein Streit, was nun zu tun sei. Anton will mit aller Macht verhindern, dass ein Krankenwagen oder die Polizei gerufen wird. Sie arrangieren sich mit der Situation und warten. Als schliesslich jemand kommt, wird Matteo davon in Kenntnis gesetzt, dass sein Vater schwerverletzt im Krankenhaus liegt. Beim Besuch bittet ihn sein Vater, Stillschweigen zu bewahren. Matteo darf nun wieder nach Hause zurückkehren, stellt jedoch fest, dass alles ist wie zuvor. Enttäuscht begibt er sich zu Fuss zurück zur Hütte, findet dort aber niemanden vor.

## Hintergrund
Das Drehbuch entstand mit Unterstützung zahlreicher Stoffentwicklungsprogramme wie dem «TorinoFilmLab», dem «Berlinale Talent Project Market» und den «Atéliers Premiers Plans d’Anger». Der Film wurde von Hugofilm aus Zürich in Koproduktion mit SRF/SRG produziert und erhielt Förderung vom Bundesamt für Kultur, von Migros-Kulturprozent und MEDIA. Zur weiteren Finanzierung wurde eine Förderung von Business Location Südtirol (BLS) beantragt. Das Budget des Films betrug zwei Mio. Euro.
Sowohl aus Budget- als auch aus künstlerischen Gründen wurde überwiegend mit Laiendarstellern gearbeitet. Um den Hauptdarsteller zu finden, wurden mehrere Strassencastings durchgeführt. Benjamin Lutzke war die erste Person, die Jaquemet ansprach, am Ende wurde er aus über 1.000 Kandidaten ausgewählt. Die Filmcrew bestand mit Ausnahme von Ausstattungsleiter, Kameramann und Filmeditor ebenfalls aus Personen, die zum ersten Mal im Bereich tätig waren. Die Dreharbeiten fanden an 36 Tagen in der Schweiz und in Südtirol statt.
Vertrieben von First Hand Films, sollte der Film ursprünglich am 5. Februar 2015 im deutschsprachigen Teil der Schweiz veröffentlicht werden, jedoch wurde der Start auf den 12. März 2015 verschoben.

## Kritik
Der Film erhielt gemischte Kritiken. The Hollywood Reporter sprach in San Sebastián von einer «fesselnden ersten Hälfte», jedoch sei die zweite Hälfte «enttäuschender Weise nur noch gewalttätig». Rezensent Jonathan Holland sah den Film in der Tradition der Filme der Dardenne-Brüder; er «zeige alles» und «verurteile nichts». Die Wiener Zeitung feierte den Film hingegen als Rettung des Schweizer Films. Mit «Ecken und Kanten» würde sich der Film vom «Mittelmaß» abheben, das sich im Schweizer Film «leider breitgemacht» habe. Rüdiger Suchsland bezeichnete den Film in der Berliner Zeitung als «wahrhaftig, kämpferisch, politisch und visuell packend» und als «verdienten Preisträger» beim Max-Ophüls-Festival.
Die Kritik der Neuen Zürcher Zeitung beurteilte den Film als «roh, direkt, dialektal-unverstellt». Die Dramaturgie sei «uneben, die Schauplätze, obzwar weitgehend der Realität entnommen», blieben «unvermittelt, sind abstrakte Ereignisinseln». Entsprechend würden die «Aktionen und Situationen an Bedeutung und Kraft» gewinnen. Jaquemets Film wirke «in (fast) jedem Moment authentisch». Das SRF meinte, der Film sei «eindringlich und verstörend». Dass die Herkunft der «unendlich scheinende[n] Wut» letztlich «unerklärlich» bleibe, sei «die Schwierigkeit und zugleich die Stärke von Chrieg». Obwohl die Motive «bestenfalls ansatzweise nachvollziehbar» seien, glaube «man dem Film, dass es diese Menschen wirklich» gebe.
Beim Publikum stiess der Film ebenfalls auf geteilte Meinungen. Bei der Aufführung zur Berlinale hätten einige Leute den Saal verlassen, während andere Stimmen den Film als besten Film der Berlinale sahen. Aus Publikumssicht wurden insbesondere die scheinbar sinnlosen Gewaltexzesse kritisiert, ohne dass die «gesellschaftliche Komponente» deutlich werde. Die «Ratlosigkeit des Regisseurs» würde sich somit auf das Publikum übertragen.

## Festivals
Der Film lief auf folgenden Festivals:
- Guadalajara, 30° Festival Internacional de Cine de Guadalajara, März 2015
- Berlin, 65. Internationale Filmfestspiele Berlin, Februar 2015[18]
- Solothurn, 50. Solothurner Filmtage, Januar 2015
- Saarbrücken, 36. Filmfestival Max Ophüls Preis, Wettbewerb, Januar 2015
- Marrakesch, 14e Festival international du film de Marrakech, Wettbewerb, Dezember 2014
- Torino, 32° Torino Film Festival, November 2014
- Sao Paulo, 38a Mostra Internacional del Cinema de Sao Paulo, Wettbewerb, Oktober 2014
- Zürich, 10. Zurich Film Festival, Wettbewerb, September/Oktober 2014
- San Sebastián, 62. Festival Internacional de Cine de San Sebastián, Wettbewerb, September 2014

## Auszeichnungen

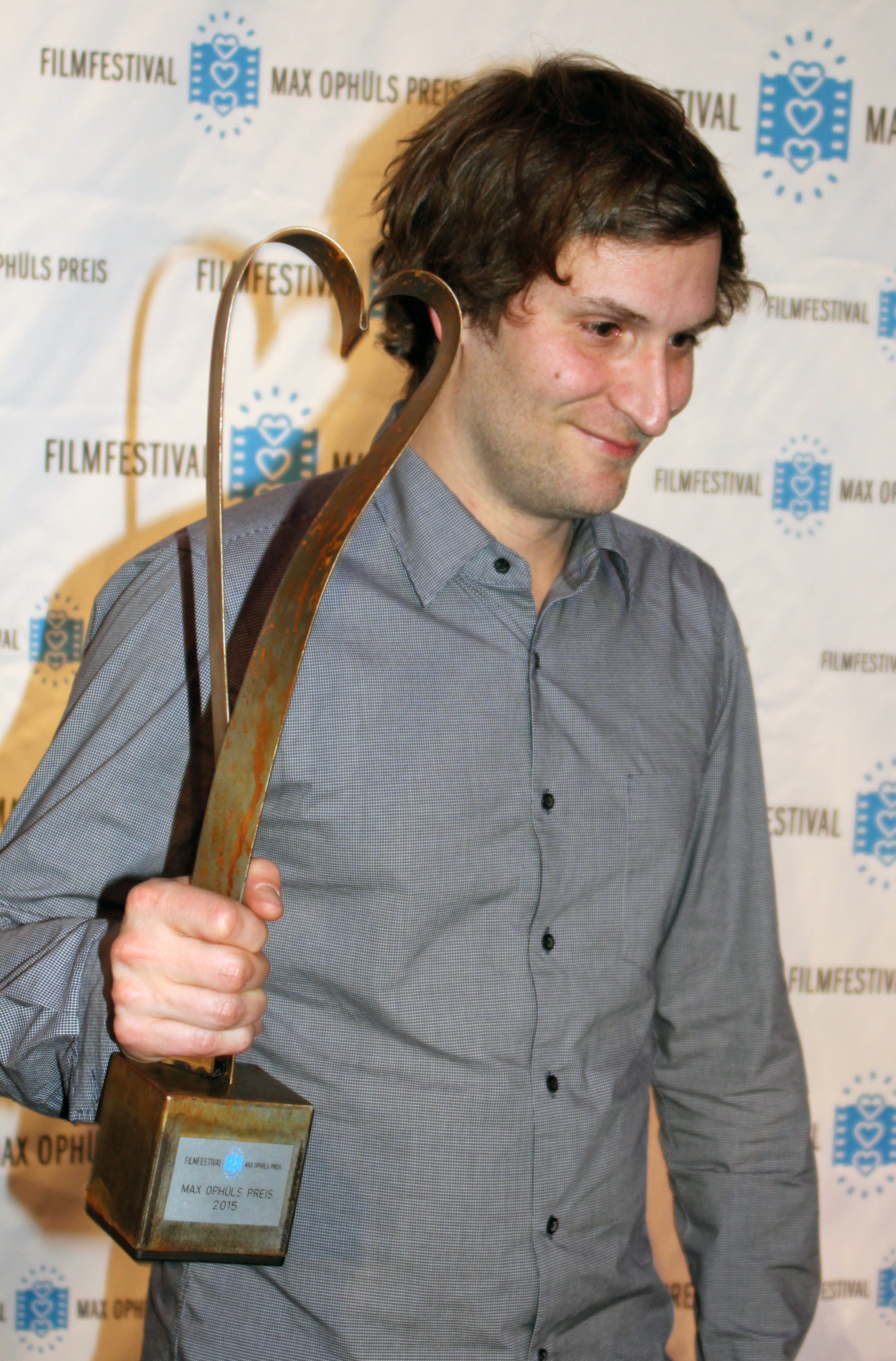
Simon Jaquemet bei der Preisverleihung des Max-Ophüls-Festivals 2015

Der Film erhielt im Januar 2015 den mit 36’000 Euro dotierten Hauptpreis des Max-Ophüls-Festivals. In der Begründung befand die Jury, der Film sei «ein kraftvolles Erstlingswerk, das uns mit seiner Wucht, Klarheit und Authentizität auf Anhieb gepackt hat». Hauptdarsteller Benjamin Lutzke erhielt den Preis als bester Nachwuchsdarsteller. «Mit fast beängstigender Glaubwürdigkeit» verkörpere Lutzke «Matteos Pendeln zwischen perspektivloser Verzweiflung, aufscheinender Todessehnsucht und nackter Gewalt» und liefere damit ein «herausragendes Schauspielerdebüt», urteilte die Jury.
Ausserdem erhielt der Film beim Schweizer Filmpreis 2015 fünf Nominationen in den Kategorien Bester Film, Bester Hauptdarsteller, Beste Nebendarstellerin, Beste Kamera und Beste Montage. Gewinnen konnte jedoch nur Lorenz Merz, der bereits für Rolando Collas Film Sommerspiele (2011) mit dem Preis für die Beste Kamera ausgezeichnet worden war.
Bei den 29. Bozner Filmtagen gewann der Film im April 2015 den Preis für den besten Spielfilm. Hervorgehoben wurden die «unmittelbare und ökonomische Erzählweise, mit der die lieb- und lichtlose Umwelt und die starken Konflikte der Hauptfigur Matteo geschildert» würden sowie die «mutige und risikobereite Haltung des Regisseurs». Beim Filmfestival in Marrakesch hatte der Film bereits Ende 2014 den Preis der Jury und Benjamin Lutzke die Auszeichnung für die beste schauspielerische Leistung gewonnen.